# وارنر رکوردز
وارنر رکوردز (انگلیسی: Warner Records) ناشر موسیقی امریکایی که مقر اصلی آن کالیفرنیا می باشد. نام سابق این شرکت برادران وارنر رکوردز بوده است و به عنوان وارنر میوزیک گروپ امروزی تحت مالکیت همان شرکت اداره می‌شد.